# アナザー・パーフェクト・デイ
『アナザー・パーフェクト・デイ 』（Another Perfect Day）は、イギリスのバンド、モーターヘッドが1983年に発表した6作目のスタジオ・アルバム。ブライアン・ロバートソン（元シン・リジィ、ワイルド・ホーシズ）在籍時としては唯一のスタジオ・アルバムに当たる。

## 背景
1982年、ギタリストのエディ・クラークがツアー中にバンドを脱退したのに伴い、バンドは急遽ロバートソンに代役を依頼して、ツアー終了時には正式メンバーとして迎え入れた。ただし、ロバートソンと他のメンバーとの音楽性の相違は間もなく顕在化し、ロバートソンは2011年のインタビューにおいて「俺は当時『俺がバンドに入るなら方向性を変えるべきだ、モーターヘッドの古い曲は攻撃的すぎて俺には弾けない』と言ったよ」「俺はもう少しメロディックな音楽をやりたくて、他のメンバーもそれで良いって言ったから曲作りに入った」と語っている。一方、バンドの中心人物レミー・キルミスターは後年、ロバートソンがオーバー・ダビングを多用したことについて「ブライアンはギター・トラックの録音に17時間もかけやがった。他のアルバムと比べたら、とんでもなく長すぎる。そして、アルバムが発売されたら皆に嫌われたよ」と語っている。
ロバートソンは最終的に、1983年のうちにバンドを脱退し、バンドはフィル・キャンベルとワーゼルを後任に起用して、ツイン・ギター編成となった。

## 反響
全英アルバムチャートでは4週トップ100入りし、最高20位を記録した。全英シングルチャートでは、本作からのシングル「アイ・ゴット・マイン」が46位、続く「シャイン」が59位に達した。
アメリカでは、前スタジオ・アルバム『アイアン・フィスト』（1982年）に続く2度目のBillboard 200入りを果たし、最高153位を記録した。

## 評価・影響
Eduardo Rivadaviaはオールミュージックにおいて5点満点中3.5点を付け「『アナザー・パーフェクト・デイ』は今日に至るまで、モーターヘッドの全作の中でも特に独自性が高い（とはいえ不当評価されている）アルバムの一つであり続けている」と評している。ブラジルのヘヴィメタル・バンド、セパルトゥラ（ポルトガル語で「墓」を意味する）は、本作収録曲「ダンシング・オン・ユア・グレイヴ」に触発されてバンド名を決めた。

## 収録曲
特記なき楽曲はレミー・キルミスター、ブライアン・ロバートソン、フィル・テイラーの共作。
1. バック・アット・ザ・ファニー・ファーム - "Back at the Funny Farm" - 4:14
2. シャイン - "Shine" - 3:11
3. ダンシング・オン・ユア・グレイヴ - "Dancing on Your Grave" - 4:29
4. ロック・イット - "Rock It" - 3:55
5. ワン・トラック・マインド - "One Track Mind" - 5:55
6. アナザー・パーフェクト・デイ - "Another Perfect Day" - 5:29
7. マーチング・オフ・トゥ・ウォー - "Marching Off to War" - 4:11
8. アイ・ゴット・マイン - "I Got Mine" - 5:24
9. テイルズ・オブ・グローリー - "Tales of Glory" - 2:56
10. ダイ・ユー・バスタード - "Die You Bastard!" - 4:25

### 1996年リマスターCDボーナス・トラック
2009年発売の日本盤CD (UICY-60140)も同内容となっている。
1. ターン・ユー・ラウンド・アゲイン - "Turn You Round Again" - 3:57
2. フーチー・クーチー・マン - "(I'm Your) Hoochie Coochie Man" (Willie Dixon) - 6:31
3. （ドント・ニード）レリジョン - "(Don't Need) Religion" (Lemmy Kilmister, Eddie Clarke, Phil Taylor) - 2:54

## 参加ミュージシャン
- レミー・キルミスター - ボーカル、ベース
- ブライアン・ロバートソン - ギター
- フィル・テイラー - ドラムス